# Logisticus obtusipennis
Logisticus obtusipennis är en skalbaggsart som beskrevs av Leon Fairmaire 1901. Logisticus obtusipennis ingår i släktet Logisticus och familjen långhorningar.
Artens utbredningsområde är Madagaskar. Inga underarter finns listade i Catalogue of Life.